# Igney (Meurthe i Mozela)

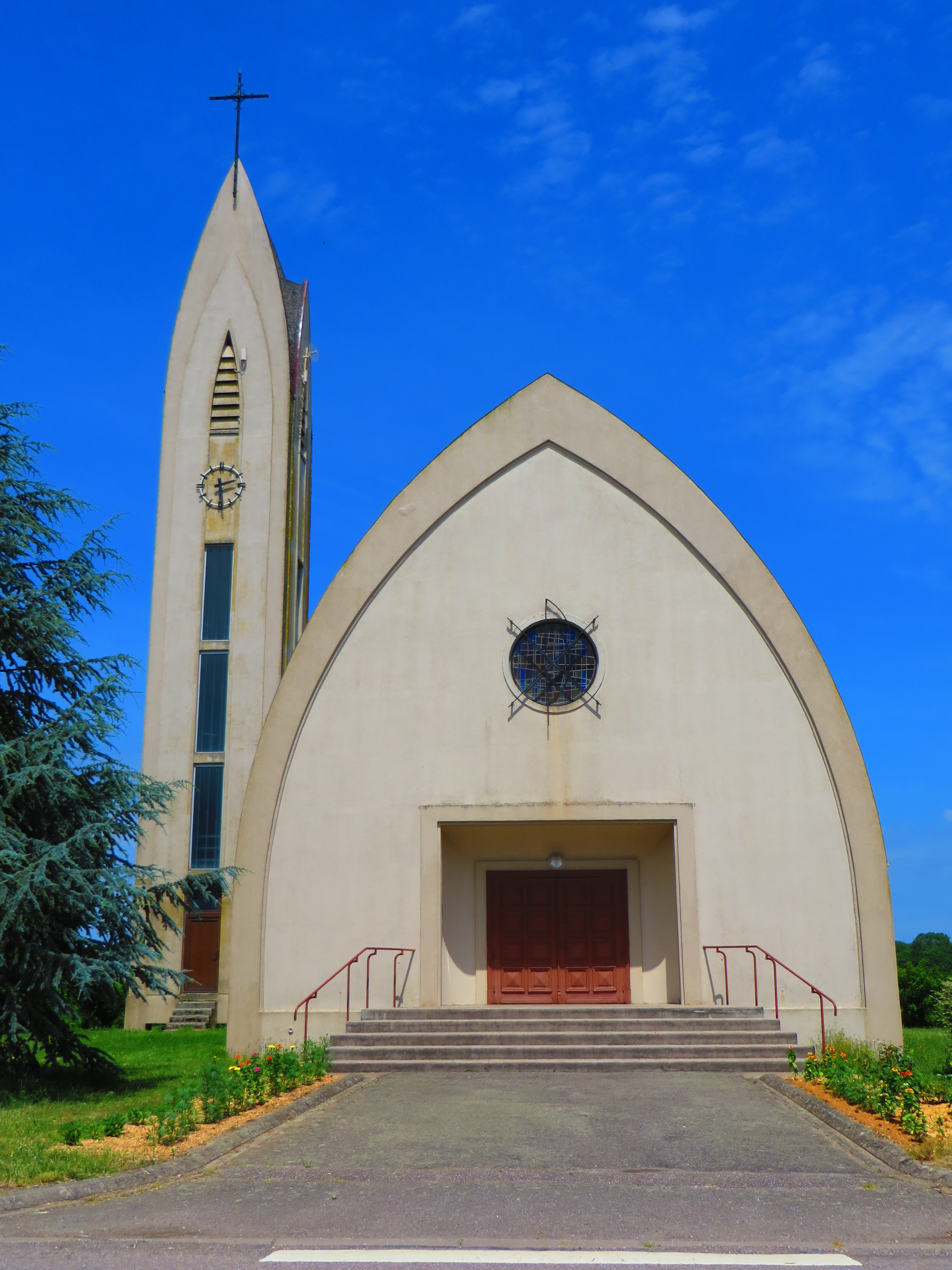
Kościół św. Macina (2015)

Igney – miejscowość i gmina we Francji, w regionie Grand Est, w departamencie Meurthe i Mozela.
Według danych na rok 1990 gminę zamieszkiwało 141 osób, a gęstość zaludnienia wynosiła 30 osób/km² (wśród 2335 gmin Lotaryngii Igney plasuje się na 904. miejscu pod względem liczby ludności, natomiast pod względem powierzchni na miejscu 1037.).

## Populacja

Populacja Igney w latach 1962–2008